# جبلة بن الحارث
جبلة بن الحارث (جبلة الرابع بن الحارث)، المعروف أيضًا باسم الملقب أبو شمر، عثر عليه في المصادر اليونانية باسم جبالاس (Γαβαλᾶς)، كان حاكمًا للغساسنة. في البداية كانا عدو للإمبراطورية الرومانية الشرقية (البيزنطية)، هاجم فلسطين لكنه هزم، وأصبح تابعا للبيزنطيين في عام 502 حتى حوالي 520، ومرة أخرى في عام 527 حتى وفاته بعد ذلك بعام.

## الاسرة
يعتقد بأن زوجة جبلة كان أسمها مارية ذات القرطين، ووفقًا للمورث التقليدي العربي، فأنها أميرة كِنْدَية مشهورة. وأنجب منها ثلاثة أبناء على الأقل: الحارث بن جبلة الملك الشهير، والحارث البيزنطي، والذي خلفة في الحكم، وأبو كريب، وكما هو واضح من اسمه فأن له ابن أكبر اسمه شمر، والذي لا يعرف عنه شيء.